# Rhytidoponera micans
Rhytidoponera micans är en myrart som beskrevs av Clark 1936. Rhytidoponera micans ingår i släktet Rhytidoponera och familjen myror. Inga underarter finns listade i Catalogue of Life.